# Platythyrea inermis
Platythyrea inermis är en myrart som beskrevs av Auguste-Henri Forel 1910. Platythyrea inermis ingår i släktet Platythyrea och familjen myror. Inga underarter finns listade i Catalogue of Life.